# Société royale de médecine mentale de Belgique
La Société royale de médecine mentale de Belgique est une [Quoi ?] fondée en 1869.
Rassemblant essentiellement des psychiatres belges, elle édite le Bulletin de la Société de Médecine Mentale de Belgique (jusqu'en 1922), le Journal Belge de Neurologie et de Psychiatrie (jusqu'en 1948), les Acta Neurologica et Psychiatrica Belgica (1948-1969) et les Acta Psychiatrica Belgica (1970 jusqu'à aujourd'hui).

## Présidents
- Ovide Decroly (1923)
- Ernest De Craene (1924)

- J. Lamsens (1951)
- Rodolphe Ley (1952)

- William Pitchot (2014)